# Evangelische Kirche Bystřany

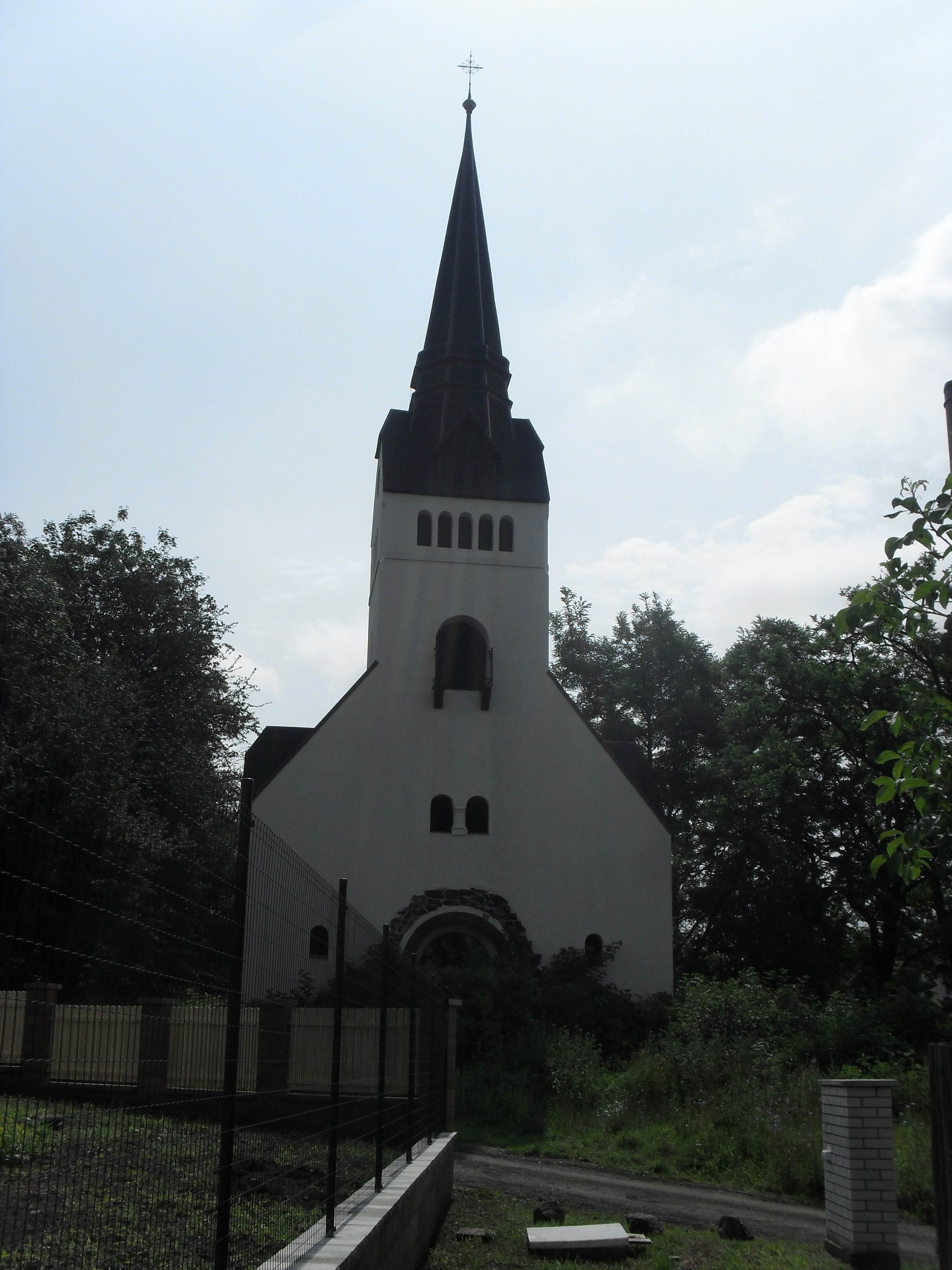
Evangelische Kirche Wisterschan

Die evangelische Kirche Bystřany steht in Bystřany (deutsch Wisterschan) südöstlich von Teplitz in Tschechien.

## Geschichte
Die evangelische Kirchengemeinde von Wisterschan unterstand zunächst der Gemeinde der Bartholomäuskirche in Teplitz. 1902 entstand im Zuge der Los-von-Rom-Bewegung, und finanziell unterstützt durch den Gustav-Adolf-Verein,  nach Plänen des Dresdner Architekten Woldemar Kandler der Kirchenbau, der am 19. Oktober 1902 geweiht wurde. Das als flachgedeckte Saalkirche mit rechteckigem Altarraum errichtete Bauwerk schließt mit einer Turmfassade ab, die die programmatische Inschrift des Lutherliedes Ein´ feste Burg trägt.  Um 2010 wurde die seit dem Zweiten Weltkrieg zunächst als Scheunenraum landwirtschaftlich genutzte Kirche wiederhergestellt und dient heute der  Kirche der Böhmischen Brüder.